# John Baines (Fußballspieler)
John Robert Baines (* 25. September 1937 in Colchester) ist ein ehemaliger englischer Fußballspieler.

## Karriere
Baines war als Amateurspieler zeitgleich sowohl bei Colchester United als auch bei den Colchester Casuals registriert, nachdem United seine dritte Mannschaft aufgelöst hatte. Noch während seines Militärdienstes, bei dem er zum Fallschirmspringer ausgebildet wurde, erhielt er im Januar 1960 seinen ersten Profivertrag. Der üblicherweise als Mittelstürmer aufgebotene Baines war sowohl in der Saison 1960/61 (16 Tore) als auch 1961/62 bester Torjäger der Reservemannschaft. Sein Debüt für die erste Mannschaft gab er im März 1961, als er binnen einer Woche in drei aufeinanderfolgenden Partien den verletzten Stamm-Mittelstürmer Neil Langman vertrat. Baines blieb in den Partien torlos und trotz zweier Siege stieg der Klub am Ende der Drittligaspielzeit 1960/61 als Tabellenvorletzter in die Fourth Division ab.
Auch eine Spielklasse tiefer kam Baines nicht zum Zug, Trainer Benny Fenton hatte beim direkten Wiederaufstieg im gesamten Verlauf der Saison 1961/62 (50 Pflichtspiele) lediglich 17 Spieler aufgeboten, Stamm-Mittelstürmer Martyn King bestritt davon 49. Baines' vierter und letzter Pflichtspieleinsatz für Colchester datiert vom 1. September 1962. Als Ersatz für King, der bei einem Tennisturnier weilte, spielte er bei einem 1:1-Unentschieden gegen Bournemouth & Boscombe Athletic, sein Gegenspieler Tony Nelson war nach Pressemeinung „üblicherweise zu gut für [ihn]“. Baines verließ wenig später den Klub und wanderte nach Australien aus. Dort spielte er im südaustralischen Adelaide für den Port Adelaide SC und Elizabeth City, bei letztgenanntem Klub trainierte er unter seinem früheren Colchester-Mannschaftskameraden Sammy McLeod.